# Хажиковско језеро
Хажиковско језеро (пољ. Jezioro Charzykowskie) је језеро у Пољској. Налази се на Хажиковској висоравни у хојњицком повјату. Површина језера износи око 1363,8 ha. Поред језера се налазе насеља: Хажикови (Charzykowy) и Сворнегаће (Swornegacie).